# François-Mathieu Verbert
François-Mathieu Verbert (né en 1769 à Wavre-Sainte-Catherine et mort en 1854) est un pharmacien et botaniste belge.
Il fut pharmacien en chef et professeur de chimie et de botanique à l'hôpital civil d'Anvers.

## Sources
- C. Broeckx, « Notice sur François-Mathieu Verbert, pharmacien en chef et professeur de chimie à l'hôpital civil d'Anvers », Journal de pharmacie d'Anvers, vol. 11,‎ 1855, p. 125-183, portrait Google Books
- (nl) Karel Edward Frison, « De Studie van de Plantkunde te Antwerpen in de 19de Eeuw : Het groot Herbarium Sieber - von Reichenbach - Henri van Heurck », Tijdschrift van de stad Antwerpen, vol. 6de jaarg., no XI,‎ 1960, p. 33-41, ill.